# 4471 Graculus
4471 Graculus (1978 VB) là một tiểu hành tinh vành đai chính được phát hiện ngày 8 tháng 11 năm 1978 bởi Paul Wild ở Zimmerwald.